# Trichogramma bellaunionense
Trichogramma bellaunionense is een vliesvleugelig insect uit de familie Trichogrammatidae. De wetenschappelijke naam is voor het eerst geldig gepubliceerd in 2001 door Basso & Pintureau.